# Chelsea Staub
Chelsea Kane Staub (n. 15 septembrie 1988, Phoenix, Arizona, Statele Unite ale Americii) este  actriță și cântăreață. Ea este cunoscută pentru serialele Jonas L.A., Bratz:The Movie și Întâlnire cu un star (film original Disney Channel).
A fost nominalizată la premiul adolescenților, iar în prezent interpretează vocea lui Bea în serialul animat Viața în acvariu.

## Televiziune
- 2004-Listen Up! - Young Girl
- 2004-Summerland - Sharon
- 2004-Cracking Up - Nora James
- 2008-Wizards of Waverley Place - Kari Landsdorf
- 2009-2010 Jonas L.A. - Stella Malone
- 2010-prezent Fish Hook - Bea
- 2011-So Random!
- 2012-Ruleta destinului - Tara

## Filmografie
- 2003-Arizona Summer-Carol
- 2007-Bratz:The Movie Meredith Baxter Dimly-First theatrical role
- 2008-Minutemen-Stephanie Jameson-Disney Channel Original Movie
- 2009-Girlfriend-Summer-...
- 2010-Starstruck-Alexis Bender-Disney Channel Original Movie